# Шарлоттаун Айлендерс
«Шарлоттаун Айлендерс» (англ. Charlottetown Islanders, фр. Islanders de Charlottetown) — молодёжный хоккейный клуб из города Шарлоттаун, Остров Принца Эдуарда, Канада. Выступает в Главной юниорской хоккейной лиге Квебека (QMJHL), одной из трёх лиг, составляющих Канадскую хоккейную лигу (CHL). «Айлендерс» проводят свои домашние игры в «Истлинк Центре», вмещающем 3717 человек.

## История
Первоначально команда располагалась в Монреале и называлась «Монреаль Рокет», но в 2003 году переехала в Шарлоттаун. Они были названы в честь легендарного Мориса Ришара (известного как «Ракета») из команды «Монреаль Канадиенс», и на их эмблеме был изображён его номер — 9.
В своём первом сезоне на Острове Принца Эдуарда «Рокет» выиграли 40 игр регулярного сезона и вышли во второй раунд плей-офф, где проиграли в шести играх команде «Монктон Уайлдкэтс».
Начиная с сезона 2013–14, «Рокет» провели ребрендинг и стали называться «Шарлоттаун Айлендерс».

## Достижения
- Финалист QMJHL : 2022;
- Победитель регулярного сезона (1): 2020–21;
- Люк Робитайл Трофи (2): 2016–17, 2020–21;